# Campanula drabifolia
Campanula drabifolia är en klockväxtart som beskrevs av James Edward Smith. Campanula drabifolia ingår i släktet blåklockor, och familjen klockväxter. Inga underarter finns listade i Catalogue of Life.